# Samsung Galaxy J2
Il Samsung Galaxy J2 è uno smartphone Android di fascia bassa prodotto da Samsung, facente parte della serie Galaxy J.

## Caratteristiche tecniche

### Hardware
Il Galaxy J2 è uno smartphone con form factor di tipo slate, misura 136.5 x 69 x 8.4 millimetri e pesa 129 grammi.
Il dispositivo è dotato di connettività GSM, HSPA, LTE (quest'ultimo presente in tutte le versioni tranne il modello J200H per Sudafrica e Kazakistan), di Wi-Fi 802.11 b/g/n con supporto a Wi-Fi Direct e hotspot, di Bluetooth 4.1 con A2DP, di GPS con A-GPS e GLONASS, di NFC (in alcune versioni) e di radio FM RDS. Ha una porta microUSB 2.0 OTG ed un ingresso per jack audio da 3.5 mm.
Il Galaxy J2 è dotato di schermo touchscreen capacitivo da 4.7 pollici di diagonale, di tipo S-AMOLED con aspect ratio 16:9 e risoluzione 540 x 960 pixel (densità di 234 pixel per pollice). La scocca è in plastica. La batteria agli ioni di litio da 2000 mAh è removibile dall'utente.
Il chipset è un Exynos 3475 Quad, con CPU quad-core formata da 4 Cortex-A7 a 1.3 GHz e GPU Mali T720. La memoria interna è una eMMC 4.5 da 8 GB, mentre la RAM è di 1 GB.
La fotocamera posteriore ha un sensore da 5 megapixel, dotato di autofocus e flash LED, in grado di registrare al massimo video HD a 30 fotogrammi al secondo, mentre la fotocamera anteriore è da 2 megapixel.

### Software
Il sistema operativo è Android, in versione 5.1.1 Lollipop.
Ha l'interfaccia utente TouchWiz.

## Varianti
Nel 2017 è stata commercializzata una variante leggermente rivista del J2, nota come Samsung Galaxy J2 (2017) o Galaxy J2 2017 Edition, esclusivamente per il mercato indiano, che differisce dall'originale solo per la presenza di Android Nougat di serie, alcune variazioni nel supporto alle reti 2G, 3G e 4G e per l'assenza del NFC.